# Szél Ágoston
Szél Ágoston (Budapest, 1955. október 30. –) a Semmelweis Egyetem rektora 2012 és 2018 között, magyar anatómus, egyetemi tanár és intézetigazgató, a Magyar Tudományos Akadémia doktora.

## Tanulmányai és oktatói pályafutása a Semmelweis Egyetemen
1980-ban szerzett általános orvosi diplomát az akkori SOTE-n (Semmelweis Orvostudományi Egyetem, ma Semmelweis Egyetem). Diplomája kézhezvétele után, 1980-tól a SOTE egykori II. sz. Anatómiai, Szövet- és Fejlődéstani Intézetében (1996-tól Humánmorfológiai és Fejlődésbiológiai Intézet, majd 2015-től (egyesített) Anatómiai, Szövet- és Fejlődéstani Intézet) oktat és dolgozik a mai napig. Az évek során fokozatosan végigjárta az oktatói ranglétrát az intézetben (1980–81 orvosgyakornok, 1981–89 tanársegéd, 1989–96 adjunktus, 1996–2000 docens, 2000-től egyetemi tanár, 2002–2003 igazgatóhelyettes). 2002–2003 években a Semmelweis Egyetem német nyelvű oktatásáért felelős egyetemi tanár volt. 2003-ban az intézet igazgatója lett, 2009–2012 között általános rektorhelyettes, majd 2012-től 2018-ig a Semmelweis Egyetem rektora (és egyben a Humánmorfológiai és Fejlődésbiológiai Intézet igazgatója).
2001 és 2003 között oktatási dékánhelyettes volt (ÁOK), 2003-tól az egyetem Doktori Tanácsának elnöke, a Molekuláris Orvostudományok Doktori Iskolájának alapító tagja. Ezen kívül számos más egyetemi bizottságban is tevékenykedett.

## Tudományos pályafutása
Eddig kb. 150 közleményt jelentetett meg. Kutatásának fókuszában az összehasonlító fotoreceptor- és retinamorfológia, a színeslátás fejlődésbiológiája és az elektronmikroszkópia áll. Szakterületei az anatómia, szövettan, fejlődéstan, idegtudomány (általános orvostanhallgatóknak és gyógyszerészhallgatóknak magyar, angol és német nyelven történő oktatás), fejlődésbiológia (PhD hallgatóknak és a klinikai anatómia (propedeutika, jegyzetkészítés, tankönyvírás).
1989-ben az MTA-tól az orvostudomány kandidátusa címet kapta kutatása, a retina színspecifikus fotoreceptorainak azonosítása látópigmentek ellen készített ellenanyagokkal miatt. 1996-ban az MTA doktora (biológiai tudományok) címet is megkapta (Színspecifikus fotoreceptorok differenciálódása és eloszlása a retinában), 1997-ben habilitációt szerzett a SOTE-n, majd 1997-2000 között Széchenyi Professzori Ösztöndíjban részesült.
A Semmelweis Symposium (1999), a Magyar Anatómus Kongresszus (2001); a PhD Tudományos Napok (2001, 2002, 2003, 2004, 2005, 2006, 2007, 2008), a Worldwide Hungarian Medical Academy International Conference (WHMA – 2005) és az International Symposium of Morphological Sciences (ISMS – 2007) tudományos kongresszusok szervezését bonyolította le.
Jelentősebb tanulmányútjai:
- 1987. Free University, Brüsszel (1 hónap); 1989. Freie Universität, Berlin (3 hónap);
- 1992-1994. University of Göteborg, Svédország (2 és félév);
- 1992. University of Lund, Svédország (6 hónap);
- 1997. INSERM, U-371, Lyon, Franciaország (2 hónap);
- 1999. University of California, San Diego (2 hónap).

Nemzetközi tudományos kapcsolatai:
- University of Lund, Svédország;
- University of Washington, Seattle;
- Yale University, New Haven;
- University of Florida, Gainesville;
- University of Rotterdam, Hollandia;
- University of California, Los Angeles;
- INSERM, U-371, Lyon, Franciaország

Tudományos társasági tagság:
- Felsőoktatási és Tudományos Tanács (FTT) tag
- Orvosképzés főszerkesztő 2007-2009 között, majd rovatszerkesztő (2009–)
- Az Interventional Medicine & Applied Science c. folyóirat alapító főszerkesztő (2009–)
- Magyar Anatómusok Társasága (tag, vezetőségi tag, 2005-től elnök);
- Magyar Biológus Társaság, számvizsgáló bizottsági tag
- Magyar Mikroszkópos Társaság, tag
- Magyar Retinitis Pigmentosa Társaság, tudományos bizottsági tag
- Scandinavian Society for Peripheral Sensory Physiology (1991–2006)
- Scandinavian Retinitis Pigmentosa Foundation (1991–2006)
- ARVO (Association for Research in Vision and Ophthalmology), USA (1989-től)
- Hungarian ARVO (HARVO) vezetőségi tag (2008-tól)
- International Calcium Society tag
- Szakorvosok Európai Uniója (UEMS), Anatómiai Pathológiai szekció – tag

## Egyéb tudományos és közéleti tevékenységek
- OTKA (Ember és Idegtudományi Zsűri): szakbizottsági tag és titkár (1999–2001), megbízott elnök (2002–2004), elnök (2004–2006).
- Bolyai Ösztöndíj bírálóbizottsági tag (1998–2007),
- Felsőoktatási Tudományos Tanács, Integrációs Szakértői Bizottsági tag (2000-ig);
- Felsőoktatási Tudományos Tanács, Képzési és Tudományos Szakbizottság (2004–2006);
- Egészségügyi tanácsadó (Oktatási Minisztérium, 2000–2003);
- Széchenyi Ösztöndíj bírálóbizottsági tag (2000-ig);
- Egyedi bírálati tevékenységek (kandidátusi és MTA doktori bírálóbizottsági titkár, tag, opponens; habilitációs és PhD értekezések bírálatában elnök, bizottsági tag, opponens – SE, PTE);
- Bíráló szakmai folyóiratoknál (Cell Tiss Res, Invest Ophthalmol Vis Sci, Vision Res, Visual Neurosci, Brain Res, Brain Res Bulletin, stb.);
- Magyar Örökség Díj Kuratóriuma, tag (2002–2003),
- Apáthy István Alapítvány Kuratóriuma, tag (1999–),
- MTA Orvosi Osztály, szakbizottsági tag (2005–).

## Főbb művei
- Klinikai anatómia (könyv)

## Díjai, elismerései
- Egészségügyi Miniszteri Kiváló dolgozó kitüntetés 1989
- Lenhossék-díj 1989
- Huzella-díj 1996
- Kiváló dolgozó kitüntetés (SOTE) 1996
- OTKA Ipolyi Arnold-díj 2007
- Kiváló PhD oktató 2011.
- Semmelweis Ignác-emlékérem és -jutalomdíj 2011
- A Magyar Érdemrend parancsnoki keresztje (2016)

## Külső hivatkozások
- publikációs listája
- rektori álláshirdetés Archiválva 2016. március 5-i dátummal a Wayback Machine-ben